# 1-Cloro-1,1-difluoroetà
L'1-cloro-1,1-difluoroetà (HCFC-142b) és un haloalcà amb la fórmula química CH3CClF2. Pertany a la família dels hidroclorofluorocarburs (HCFC) de compostos artificials que contribueixen significativament tant a l'esgotament de la capa d'ozó com a l'escalfament global quan s'alliberen al medi ambient.

## Propietats
Apareix com un gas incolor i inodor enviat com a líquid sota la pròpia pressió de vapor. Té un punt d'ebullició de –10 °C. La seva temperatura crítica és propera als 137 °C. El contacte amb el líquid no confinat pot provocar congelacions per refredament per evaporació. S'encén fàcilment. Vapors més pesats que l'aire. Una fuita pot ser líquida o vapor. Pot asfixiar-se pel desplaçament de l'aire. L'exposició prolongada al foc o a la calor intensa pot provocar que els contenidors es trenquin violentament i es disparin.

## Aplicacions
L'HCFC-142b s'utilitza com a refrigerant, com a agent de bufat per a la producció de plàstics d'escuma i com a matèria primera per fer fluorur de polivinilidè. Es va introduir per substituir els clorofluorocarburs (CFC) que inicialment estaven sotmesos a una eliminació gradual segons el Protocol de Mont-real, però els HCFC encara tenen una capacitat significativa d'esgotament de la capa d'ozó. A partir de l'any 2020, els HCFC se substitueixen per HFC que no esgoten la capa d'ozó en moltes aplicacions.

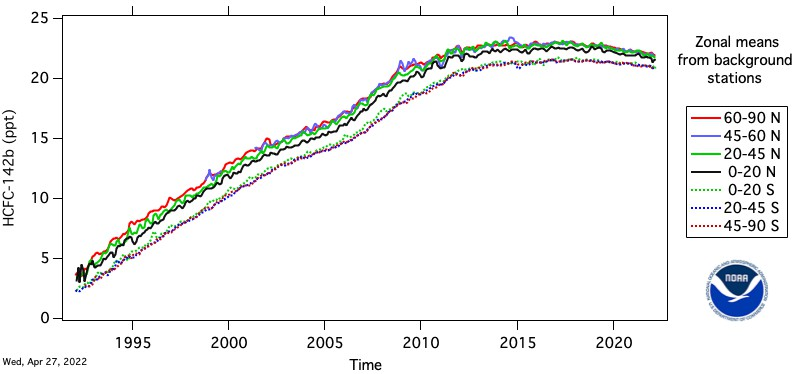
Concentració atmosfèrica de l'1-cloro-1,1-difluoroetà des del 1991 al 2020.

El 2006 la producció mundial (excloent l'Índia i la Xina, que no van informar dades de producció) d'HCFC-142b va ser de 33.779 tones i un augment de la producció del 2006 al 2007 del 3 4%.
En la seva major part, les concentracions d'HCFC a l'atmosfera coincideixen amb les taxes d'emissió que van informar les indústries. L'excepció a això és l'HCFC-142b que tenia una concentració més alta de la que les taxes d'emissió suggereixen que hi hauria.

## Efectes mediambientals
La concentració d'HCFC-142b a l'atmosfera va créixer a més de 20 parts per bilió l'any 2010. Té un potencial d'esgotament de la capa d'ozó (ODP) de 0,07. Això és baix en comparació amb l'ODP = 1 del triclorofluorometà (CFC-11, R-11), que també va créixer unes deu vegades més abundant a l'atmosfera l'any 1985 (abans de la introducció de HFC-142b i el Protocol de Montreal).
L'HFC-142b també és un gas d'efecte hivernacle menor però potent. Té una vida útil estimada d'uns 17 anys i un potencial d'escalfament global de 100 anys que oscil·la entre 2300 i 5000. Això es compara amb el GWP=1 de diòxid de carboni, que va tenir una concentració atmosfèrica molt més alta, de prop de 400 parts per milió, l'any 2020.

## Toxicitat
És tòxic per al medi ambient.